# (8789) 1978 VZ7
1978 في زد 7 (ويعرف أيضًا باسم (8789) 1978 في زد 7 وفق تسمية الكوكب الصغير) (بالإنجليزية: 1978 VZ7)‏ هو كويكب ضمن حزام الكويكبات؛ وترتيبه 8789 من حيث الاكتشاف.
اكتُشف هذا الجُرم الفلكي بواسطة شيلت جون بوبي في 7 نوفمبر 1978.

## وصلات خارجية
- (8789) 1978 VZ7 في قاعدة بيانات مختبر الدفع النفاث لأجرام النظام الشمسي الصغيرة

- الاكتشاف · مخطط المدار ·  العناصر المدارية · المعلمات المادية

- (8789) 1978 VZ7 على موقع ويكي سكاي: DSS2, SDSS, GALEX, IRAS, Hydrogen α, X-Ray, Astrophoto, Sky Map, Articles and images